# ジェレミー・ホースト
ジェレミー・マイケル・ホースト（Jeremy Michael Horst、1985年10月1日 - ）は、アメリカ合衆国・ワイオミング州シャイアン出身のプロ野球選手（投手）。左投左打。現在はメキシカンリーグのラグナ・カウボーイズに所属。

## 経歴
アームストロング・アトランティック州立大学出身。2007年のMLBドラフト21巡目でシンシナティ・レッズに入団。
2011年5月28日のアトランタ・ブレーブス戦でメジャーデビューを果たした。
2012年1月25日にウィルソン・バルデスとの1対1のトレードでフィラデルフィア・フィリーズに移籍した。AAA級リーハイバレー・アイアンピッグスで開幕を迎え、6月28日にフィリーズとメジャー契約を結んだ。この年は32試合に登板し、2勝0敗、防御率1.15だった。
2013年は開幕ロースター入りしたが、6月17日に左肘の故障で15日間の故障者リスト入りし、7月25日に60日間の故障者リストへ異動した。この年は28試合に登板し、0勝2敗、防御率6.23だった。
2014年3月14日にAAA級リーハイバレーへ異動し、開幕をAAA級で迎えた。その後もメジャーへ昇格することはなく、6月1日にDFAとなった。オフに自由契約となる。
2015年1月21日にロサンゼルス・ドジャースとマイナー契約を結ぶ。7月15日に自由契約となり、21日にミルウォーキー・ブルワーズとマイナー契約を結んだ。
2016年3月15日に独立リーグ・アトランティックリーグのサマセット・ペイトリオッツと契約。6月24日にメキシカンリーグのラグナ・カウボーイズと契約。

## 投球スタイル
89～93マイルのフォーシーム、80～84マイルのスライダー、82～85マイルのチェンジアップの3球種を投げる。右打者にはチェンジアップ、左打者にはスライダーを多めに用いる。

## 年度別投手成績
| 年 度     | 球 団     | 登 板 | 先 発 | 完 投 | 完 封 | 無 四 球 | 勝 利 | 敗 戦 | セ 丨 ブ | ホ 丨 ル ド | 勝 率 | 打 者 | 投 球 回 | 被 安 打 | 被 本 塁 打 | 与 四 球 | 敬 遠 | 与 死 球 | 奪 三 振 | 暴 投 | ボ 丨 ク | 失 点 | 自 責 点 | 防 御 率 | W H I P |
| --------- | --------- | ----- | ----- | ----- | ----- | -------- | ----- | ----- | -------- | ----------- | ----- | ----- | -------- | -------- | ----------- | -------- | ----- | -------- | -------- | ----- | -------- | ----- | -------- | -------- | ------- |
| 2011      | CIN       | 12    | 0     | 0     | 0     | 0        | 0     | 0     | 0        | 0           | ----  | 69    | 15.1     | 18       | 2           | 6        | 1     | 0        | 9        | 0     | 1        | 6     | 5        | 2.93     | 1.57    |
| 2012      | PHI       | 32    | 0     | 0     | 0     | 0        | 2     | 0     | 0        | 6           | 1.000 | 125   | 31.1     | 21       | 1           | 14       | 1     | 1        | 40       | 1     | 0        | 8     | 4        | 1.15     | 1.12    |
| 2013      | PHI       | 28    | 0     | 0     | 0     | 0        | 0     | 2     | 0        | 2           | .000  | 123   | 26.0     | 35       | 4           | 12       | 1     | 2        | 21       | 0     | 0        | 19    | 18       | 6.23     | 1.81    |
| 通算：3年 | 通算：3年 | 72    | 0     | 0     | 0     | 0        | 2     | 2     | 0        | 8           | .500  | 317   | 72.2     | 74       | 7           | 32       | 3     | 3        | 70       | 1     | 1        | 33    | 27       | 3.34     | 1.46    |

- 2013年度シーズン終了時